# Llista d'illes del Regne Unit
A continuació una llista de les principals illes del Regne Unit.

## Anglaterra
- Illa de Brownsea
- Illa de Portland
- Wight
- Sorlingues

## Escòcia
- Ailsa Craig
- Illa d'Arran
- Hèbrides
- Orcades
- Shetland

## Gal·les
- Anglesey
- Illa de Caldey
- Skomer
- Ynys Enlli

## Irlanda del Nord
- Boa
- Rathlin